# Alain Mabanckou

Alain Mabanckou (Pointe-Noire, República del Congo, 24 de febrero de 1966) es un escritor congoleño. 

## Biografía
Estudia Derecho primero en Brazzaville y más adelante en Francia. Tras obtener un máster en la Universidad Paris-Dauphine, trabajó durante bastantes años en importantes multinacionales francesas antes de consagrarse por completo a literatura. Reside en los Estados Unidos adonde había acudido como profesor invitado en 2002, trabajó primero como profesor de literatura francófona y de creative writing en la Universidad de Míchigan de la que fue profesor durante cuatro años. Recientemente ha pasado a trabajar en la Universidad de California, Los Ángeles (UCLA) en la que igualmente da clases de literatura francófona.
Alain Mabanckou cuenta con la doble nacionalidad franco-congoleña. 
Es autor de cinco novelas, seis libros de poesía y de diversos relatos que han sido publicados en distintos periódicos como Le Figaro (París), Le Soir (Bruselas) y en dos obras colectivas: Relatos de África ("Nouvelles d’Afrique") en 2003 y Visto desde la luna, relatos optimistas ("Vu de la lune, Nouvelles optimistes") en 2005.
En 2006, con su novela Memorias de puercoespín consigue el prestigioso premio Renaudot, que sólo se le había escapado el año anterior por un voto.
En 2008, Mabanckou tradujo del inglés al francés la obra de Uzodinma Iweala, un escritor de origen nigeriano considerado como un joven prodigio de la literatura norteamericana.

## Obras
- 1998: Azul, blanco, rojo ("Bleu Blanc Rouge")
- 2000: Cuando el gallo anuncie el alba de otro día ("Quand le coq annoncera l'aube d'un autre jour")
- 2001: Y sólo Dios sabe cómo duermo ("Et Dieu seul sait comment je dors")
- 2002: Los nietos negros de Vercingetorix ("Les Petits-fils nègres de Vercingétorix")
- 2003: African Psycho
- Vaso roto, Alpha Decay, Barcelona, 2007.
- Memorias de puercoespín, Alpha Decay, Barcelona, 2008.
- Black Bazar, Alpha Decay, Barcelona, 2011.
- Mañana cumpliré 20 años, El Aleph, 2011.
- El llanto del hombre negro, Catarata, 2017.
- Las cigüeñas son inmortales, Libros del Asteroide, 2022.

## Galardones
Recompensado en 1995 con el Premio de la Sociedad de poetas franceses y en 1999 con el Gran premio literario de África negra, recibió en 2004 la medalla de ciudadano honorífico de la ciudad de Saint-Jean-d'Angély en Charente-Maritime (Francia)
Finalista del Premio Renaudot 2005, El vaso roto fue distinguido con tres premios:
- Premio de novela Ouest-France-Etonnants Voyageurs 2005
- Premio de los cinco continentes de la francofonía 2005
- Premio RFO del libro 2005

También consiguió el Premio Renaudot 2006 por Memorias de puercoespín.
En 2012, la Academia francesa le otorgó el Gran Premio de literatura Henri Gal (premio de 40000 euros que recompensa el conjunto de la obra de un escritor).